# Аззарелло, Брайан
Брайан Аззарелло (англ. Brian Azzarello) — американский автор комиксов. Родился 11 августа 1962 года в Кливленде, штат Огайо. Стал известным благодаря серии комиксов о преступности «100 Bullets», изданной DC Comics в импринте Vertigo, рассчитанном под взрослую аудиторию. В 2011 году стал одним из сценаристов перезапущенной серии о Чудо-женщине.

## Карьера
Помимо «100 Bullets», Аззарелло писал комиксы для серий о Бэтмене («Broken City», «Batman/Deathblow: After the Fire», «Joker»), «Hellblazer» и о Супермене («For Tomorrow» и «Lex Luthor: Man of Steel»). В 2003 году его назначили писать как для серии «Batman», так и для серии «Superman», по поводу чего Аззарелло сказал в интервью «Chicago Tribune» следующее: «DC дали мне ключи к обоим машинам в гараже, Мазерати и Феррари… Кто-то сказал мне „Не води пьяным“.» До его прихода к известности как писателя, его самой знаменитой работой была строчный редактор для издательства «Comico» под началом Эндрю Рева.
В 2005 году Аззарелло начал работать над новой, собственной, серией комиксов, вестерном «Loveless», вместе с художником Марсело Фрусин. Также будучи в Vertigo, его графический роман «Filthy Rich» стал одним из двух, послуживших запуском серии «Vertigo Crime».
Он также спроектировал «First Wave», новую вымышленную вселенную DC Comics, отделённую от основной Мультивселенной DC. Она стартовала с выпуском односерийного комикса «Batman/Doc Savage», за которым последовали другие, ограниченные серии First Wave.
В 2011 году он начал писать перезапущенную во вселенной The New 52 серию «Wonder Woman», сотрудничая с художником Клиффом Чангом.

## Личная жизнь
Аззарелло женат на коллеге-создательнице комиксов Джилл Томпсон. Пара проживает в Чикаго.

### Ранние работы
- Overstreet’s Fan #7-9: «Elementals: Thicker Than Water» (с Джимом Кэллаханом, Gemstone,1995-1996)
- Comico:
  - Primer #1: «The Assassin’s Song» (с Винсентом Просе, 1996)
  - Red Dragon (с Тони Аткинсоном, 1996)

### Vertigo
- Weird War Tales #1: «Ares» (с Джеймсом Ромбергером, 1997)
- Gangland #1: «Clean House» (с Тимом Брэдстритом, 1998)
- Jonny Double #1-4 (с Эдуардо Риссо, 1998)
- Hearthrobs #2: «The Other Sider of Town» (с Тимом Брэдстритом, 1999)
- Flinch:
  - «Food Chain» (с Эдуардо Риссо, в #2, 1999)
  - «Last Call» (с Danijel Žeželj, в #10, 2000)
  - «The Shaft» (с Хавьером Пулидо, в #13, 2000)
- 100 Bullets:
  - Том 1 содержит:
    - «100 Bullets» (с Эдуардо Риссо, в #1-3, 1999)
    - «Shot, Water Back» (с Эдуардо Риссо, в #4-5, 1999)
    - «Short Con, Long Odds» (c Эдуардо Риссо, в #6-7, 2000)
    - «Silencer Nights» (c Эдуардо Риссо, в Vertigo: Winter’s Edge #1-3, 1999)
    - «Day, Hour, Minute… Man» (c Эдуардо Риссо, в #8, 2000)
    - «The Right Ear, Left in the Cold» (c Эдуардо Риссо, в #9-10, 2000)
    - «Heartbreak Sunnyside Up» (c Эдуардо Риссо, в #11, 2000)
    - «Parlez Kung Vous» (c Эдуардо Риссо, в #12-14, 2000)
    - «Hang Up on the Hang Low» (c Эдуардо Риссо, в #15-18, 2000—2001)
    - «Epilogue for a Road Dog» (c Эдуардо Риссо, в #19, 2001)

### DC Comics
- Batman:
  - Batman: Gotham Knights:
    - «Scars» (c Эдуардо Риссо, в #8, 2000)
    - «Cornered» (с Джимом Мэнфудом, в #35, 2003)

  - Batman #620-625: «Broken City» (c Эдуардо Риссо, 2003—2004), собран в Batman: Broken City (hc, 144 стр., 2004, ISBN 1-4012-0133-4)
  - Joker (с Ли Бермейджо, графический роман, 128 стр., 2008, ISBN 1-4012-1581-5)
  - Wednesday Comics #1-12: «Batman» (c Эдуардо Риссо, 2009) собранные в сборнике Wednesday Comics (hc, 200 стр.s, 2009, ISBN 1-4012-2747-3)
  - Flashpoint: Batman: Knight of Vengeance #1-3 (c Эдуардо Риссо, 2011) собранные в сборнике Flashpoint: The World of Flashpoint Featuring Batman (ТПБ, 272 стр., 2012, ISBN 1-4012-3405-4)

### Другие издательства
- WildStorm:
  - Wildstorm Summer Special: «Zealot: Apple Read» (c Брайаном Стэлфризом, 2001)
  - Batman/Deathblow #1-3 (с Ли Бермейджо, 2003) собранные в сборнике Batman/Deathblow: After the Fire (ТПБ, 160 pages, 2003, ISBN 1-4012-0034-6)
  - Deathblow #1-9 (с Карлосом Д’Анда, 2006—2008) собранные в сборнике Deathblow: And Then You Live! (ТПБ, 224 pages, 2008, ISBN 1-4012-1515-7)
- Marvel:
  - Startling Stories: Banner #1-4 (с Ричардом Корбеном, 2001) собраны в Banner (ТПБ, 112 стр., 2001, ISBN 0-7851-0853-X)
  - Cage #1-5 (с Ричардом Корбеном, 2002) собранные в сборнике Cage (hc, 128 стр., 2002, ISBN 0-7851-0966-8; tpb, 2003, ISBN 0-7851-1301-0)
  - Spider-Man's Tangled Web #14: «The Last Shoot» (со Скоттом Леви и Джузеппе Коммунколи, 2002) собранные в сборнике Spider-Man’s Tangled Web Volume 3 (ТПБ, 160 стр., 2002, ISBN 0-7851-0951-X)
- Noir: A Collection of Crime Comics: «The Bad Night» (с Гэбриэлем Ба и Фабио Муном, антология графического романа, ТПБ, 104 стр., Dark Horse, 2009, ISBN 1-59582-358-1)

## Награды и признание
Аззарелло и аргентинский художник Эдуардо Риссо, с которым Брайан впервые работал над «Jonny Double», выиграли премию Айснера за лучшую серийную историю (100 Bullets № 15-18: «Hang Up on the Hang Low»).
В комиксе «Kingdom Come» Марка Уэйда и Алекса Росса есть персонаж под именем «666», внешне скопированный с Брайана Азарелло.